# Harry M. Zweig Memorial
Harry M. Zweig Memorial, ibland endast kallat Zweig Memorial är ett årligt travlopp för treåriga varmblodiga hästar. Första upplagan av loppet kördes år 1975. Loppet är ett sprinterlopp över 1609 meter med autostart som körs på Vernon Downs i Vernon i New York i USA.
Loppet har idag en samlad prissumma på 330 000 dollar, och är bortsett från Triple Crown-loppen, ett av de största loppen för treåringar.

## Segrare
| År   | Häst             | Efter            | Kusk            | Tränare         | Tid    | Tvåa              | Trea              |
| ---- | ---------------- | ---------------- | --------------- | --------------- | ------ | ----------------- | ----------------- |
| 2023 | Ari Ferrari J    | Walner           | Dexter Dunn     | Tony Alagna     | 1:51.0 | Chapercraz        | Cecil Hanover     |
| 2022 | Temporal Hanover | Walner           | Brian Sears     | Marcus Melander | 1:52.2 | Periculum         | Pretender         |
| 2021 | Spy Booth        | Muscle Hill      | Dexter Dunn     | Nancy Takter    | 1:52.3 | Balenciaga        | Zenith Stride     |
| 2020 | Ready For Moni   | Ready Cash       | Matt Kakaley    | Nancy Takter    | 1:51.1 | Back Of The Neck  | King Alphonso     |
| 2019 | Greenshoe        | Father Patrick   | Brian Sears     | Marcus Melander | 1:52.0 | Green Manalishi   | Marseille         |
| 2018 | Met's Hall       | Cantab Hall      | Andy Miller     | Julie Miller    | 1:52.0 | Manchego          | Six Pack          |
| 2017 | Yes Mickey       | Muscle Hill      | Åke Svanstedt   | Åke Svanstedt   | 1:51.2 | Ariana G          | Devious Man       |
| 2016 | Bar Hopping      | Muscle Hill      | Tim Tetrick     | Jimmy Takter    | 1:53.1 | Milligan's School | Love Matters      |
| 2015 | Pinkman          | Explosive Matter | Yannick Gingras | Jimmy Takter    | 1:52.0 | Canepa Hanover    | Workout Wonder    |
| 2014 | Father Patrick   | Cantab Hall      | Yannick Gingras | Jimmy Takter    | 1:52.2 | Nuncio            | Flyhawk El Durado |
| 2013 | Royalty For Life | RC Royalty       | Brian Sears     | George Ducharme | 1:53.1 | Corky             | Pine Credit       |
| 2012 | Market Share     | Revenue          | Tim Tetrick     | Linda Toscano   | 1:52.1 | Magic Tonight     | Solvato           |